# Оп (Француска)
Оп (фр. Aups) је насељено место у Француској у региону Прованса-Алпи-Азурна обала, у департману Вар.
По подацима из 2011. године у општини је живело 2104 становника, а густина насељености је износила 32,8 становника/km².

## Демографија
| 1962. | 1968. | 1975. | 1982. | 1990. | 1999. | 2011. |
| ----- | ----- | ----- | ----- | ----- | ----- | ----- |
| 1.442 | 1.488 | 1.500 | 1.652 | 1.903 | 1.903 | 2.104 |